# Адміністративний поділ Донецької області станом на 1 січня 1934 року

## Донецька область. 1 січня 1934 року
Ділилася на райони та міста, підпорядковані області
- загальна кількість районів — 26
- загальна кількість міст, підпорядкованих області — 13
- знову утворені:

1. Олександрівський район (17 лютого 1933 року) із Краматорської міськради
2. Амвросіївський район (17 лютого 1933 року) із частини Макіївської міськради
3. Мар'їнський район (17 лютого 1933 року) із частини Сталінської міськради
4. Старо-Бешівський район (17 лютого 1933 року) з частини Макіївської та Сталінської міськрад
5. Чистяківська міськрада (4 січня 1933 року) з Чистяківського району

- центр області — м. Сталіне
- список районів:

1. Амвросіївський (17 лютого 1933 року) (с. Донецьк-Амвросіївка)
2. Біловодський (с. Біловодськ)
3. Білолуцький (с. Білолуцьк)
4. Велико-Янісольський (с. Великий Янисоль)
5. Верхне-Тепловський російський (с. Верхня Теплівка)
6. Володарський (с. Володарське)
7. Волноваський (п. Волноваха)
8. Гришинський (смт Гришине)
9. Лиманський (смт Красний Лиман)
10. Лисичанський (пос. Лисичанськ)
11. Мар'їнський (смт Мар'їнка)
12. Марківський (с. Марківка)
13. Міловський (с. Мілове)
14. Ново-Айдарський (с. Новий Айдар)
15. Ново-Псковський (с. Новопсков)
16. Олександрівський (с. Олександрівка)
17. Покровський (с. Покровське)
18. Ровеньківський (смт Ровеньки)
19. Рубіжанський (пос. Рубіжне)
20. Сватівський (смт Сватове)
21. Слов'янський (м. Слов'янськ)
22. Сорокинський (пос. Сорокине)
23. Старобільський (м. Старобільськ)
24. Старо-Бешівський (с. Старо-Бешеве)
25. Старо-Каранський (с. Стара Карань)
26. Старо-Керменчицький (с. Старий Керменчик)

- список міськрад:

1. Артемівська
2. Ворошиловська
3. Горлівська
4. Кадіївська
5. Костянтинівська
6. Краматорська
7. Краснолуцька
8. Луганська
9. Макіївська
10. Маріупольська
11. Риківська
12. Сталінська
13. Чистяківська